# Épictète
Épictète (en grec ancien : Ἐπίκτητος / Epíktêtos, qui signifie « homme acheté, serviteur » ; Hiérapolis, Phrygie, 50 - Nicopolis, Épire 125 ou 130) était un philosophe de l’école stoïcienne.
Sa vie est relativement peu connue et il ne laissa aucune œuvre écrite de sa main. Son disciple Arrien assura la transmission de son œuvre en publiant les notes prises lors des leçons de son maître, en huit livres, dont la moitié sont aujourd'hui perdus, ainsi qu'un condensé de doctrine morale, le Manuel, textes qui exercèrent une influence certaine sur Marc Aurèle.
Épictète met fortement en avant la partie éthique de la philosophie. Bien qu'il enseigne également la logique stoïcienne, il insiste fortement sur la prépondérance de l'action et sa philosophie est avant tout pratique. Fidèle aux conceptions traditionnelles de l'école du portique, il présente l'Homme comme soumis à un destin rationnel (fatum stoicum) et inexorable, ordonné par les lois de la nature. Son enseignement se veut une méthode pour atteindre le bonheur en se concentrant uniquement sur ce qui dépend de nous et en acceptant tout décret du destin (dans le sens stoïcien). L'Homme doit donc accomplir son devoir en dépit des circonstances, en tenant compte de sa nature sociale et en considérant les autres de manière rationnelle et bienveillante.

## Biographie
Épictète est né en 50 ap. J.-C., à Hiérapolis en Phrygie. Probablement fils d'esclaves, il fut lui-même esclave et vendu à Rome à un affranchi de Néron : Épaphrodite.
Épaphrodite autorise Épictète à assister aux conférences du stoïcien Musonius Rufus, grande figure du stoïcisme. Peu après la mort de Néron en 68, Épictète est affranchi dans des conditions qui restent indéterminées. Il se consacre alors à pratiquer et enseigner la philosophie stoïcienne.
À Rome, il habita une masure toujours ouverte, meublée d'une table et d'une paillasse. Alors qu'il avait acheté un jour une lampe de fer, un voleur la lui déroba. Il se contenta de réagir en disant que « s'il revient demain, il sera fort surpris, car il n'en trouvera qu'une de terre. Un ignorant acheta fort cher cette lampe à la mort du philosophe, croyant qu'elle lui donnerait la même lumière que celle qui avait éclairé Épictète ! ». En 89, il doit quitter Rome à la suite de l'édit d'expulsion des philosophes hors de la cité, d'après la volonté de l'empereur Domitien, car ce dernier s’accommode mal de l’influence des philosophes qui génèrent des opposants à son régime tyrannique.

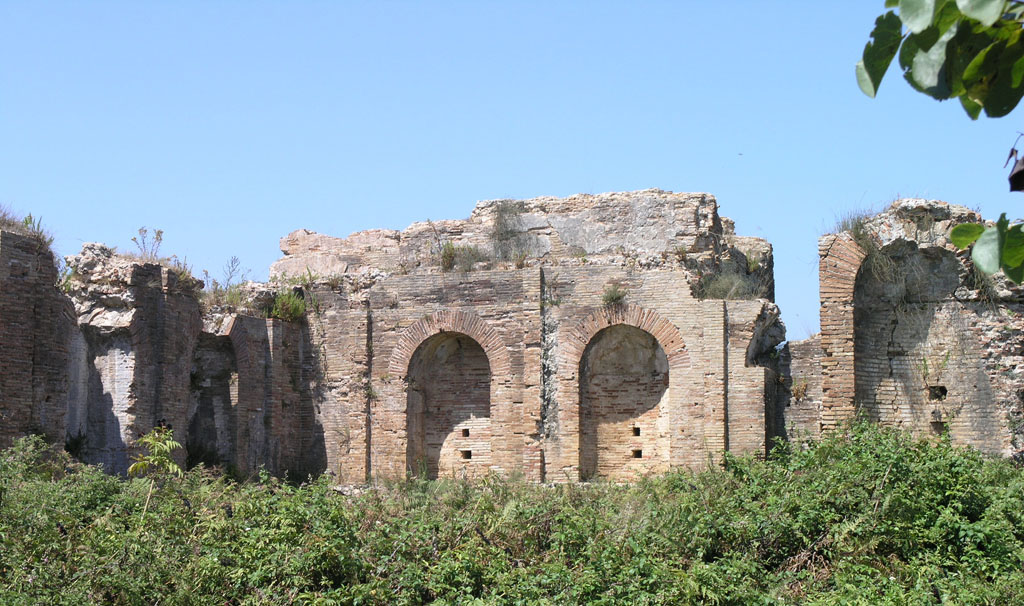
Ruines romaines de Nicopolis.

Épictète se retire à Nicopolis d'Épire, ville de passage des nobles grecs et romains en voyage vers l'Italie ou la Grèce, en vivant dans la pauvreté, sans famille. À Nicopolis, il ouvre une école stoïcienne qui connaît un grand succès. Pendant plusieurs années, il enseigne sous la forme de discussions et de remises en question. Ses contemporains semblent avoir la plus grande estime pour la qualité de son enseignement. Selon Spartianus, il revient à Rome et devient familier de l'empereur Hadrien, mais le fait est hautement improbable. L'épisode est également relaté par l’Histoire Auguste, mais ce texte est en grande partie une imposture, et la lettre d'Épictète à Hadrien est clairement apocryphe. En revanche, le respect de l'empereur pour Épictète semble corroboré par la plupart des sources. Selon la Souda, il aurait vécu jusqu'au règne de Marc Aurèle, mais d'après Aulu-Gelle, Épictète est déjà mort quand celui-ci arrive au pouvoir. On pense qu'il enseigna à Junius Rusticus, qui devint plus tard le maître de Marc Aurèle et l'introduisit à la philosophie stoïcienne, notamment à travers Épictète.
Il meurt à Nicopolis, probablement vers l'an 125 ou 130.
Épictète n'a laissé aucun écrit, mais l'un de ses disciples, Arrien, a recueilli ses propos regroupés en plusieurs ouvrages, dont deux subsistent : les Entretiens (en grec ancien : Διατριβαί, Diatribai) et le Manuel (Ἐγχειρίδιον, Enkheiridion), qui résument sa doctrine et en font émerger les traits distinctifs. Les Entretiens constituaient originellement huit livres, dont seuls les quatre premiers subsistent. Le Manuel est un condensé, constitué de 53 courts chapitres, réalisé par Arrien, qui met en aphorismes les propos d'Épictète. La sélection effectuée par Arrien est avant tout centrée sur la conduite de la vie et de l'esprit en toutes circonstances, se présentant comme un ouvrage éminemment pratique. Son héritage a été conservé à travers un unique manuscrit, datant du XIe ou XIIe siècle, et conservé à la bibliothèque d'Oxford.
Le cours de philosophie d'Épictète peut être hypothétiquement reconstitué à partir des fragments d'informations rapportés dans les textes d'Arrien. D'après Émile Bréhier, « La séance commençait par une leçon technique, faite par le maître ou par un disciple : commentaire d'un texte de Chrysippe ou de Zénon ou encore exercice de logique ; après quoi, souvent à l'occasion d'une question posée par un auditeur, le maître se laissait aller à une improvisation. Celle-ci libérée de toute forme technique, dans un style souvent brillant et imagé, plein d'anecdotes, ayant recours à l'indignation et à l'ironie. »
Épictète était boiteux et de nombreuses anecdotes se rattachent à l'épisode de sa jambe cassée. La plus ancienne est présentée ainsi chez Celse (cité par Origène) : « Comme son maître lui tordait la jambe, lui souriant, disait sans émotion : – Tu vas la casser ; et quand la jambe fut cassée, il ajouta : – Ne te disais-je pas que tu allais la casser, ? » De telles anecdotes ne sont pas attestées par les témoignages d'Arrien sur son maître dans les Entretiens et sont très probablement fictives et destinées à asseoir la légende du stoïcien impassible même face à la douleur physique.[réf. nécessaire]

## Doctrine

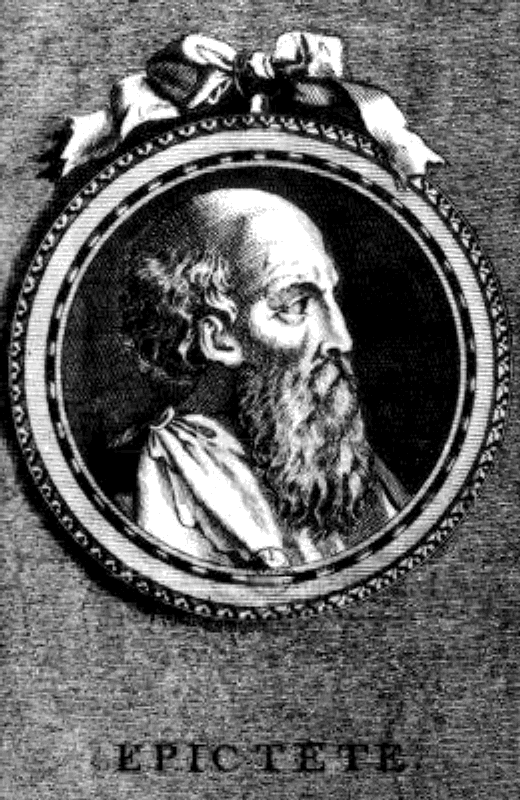
Portrait fictif, gravure (XVIIIe siècle).

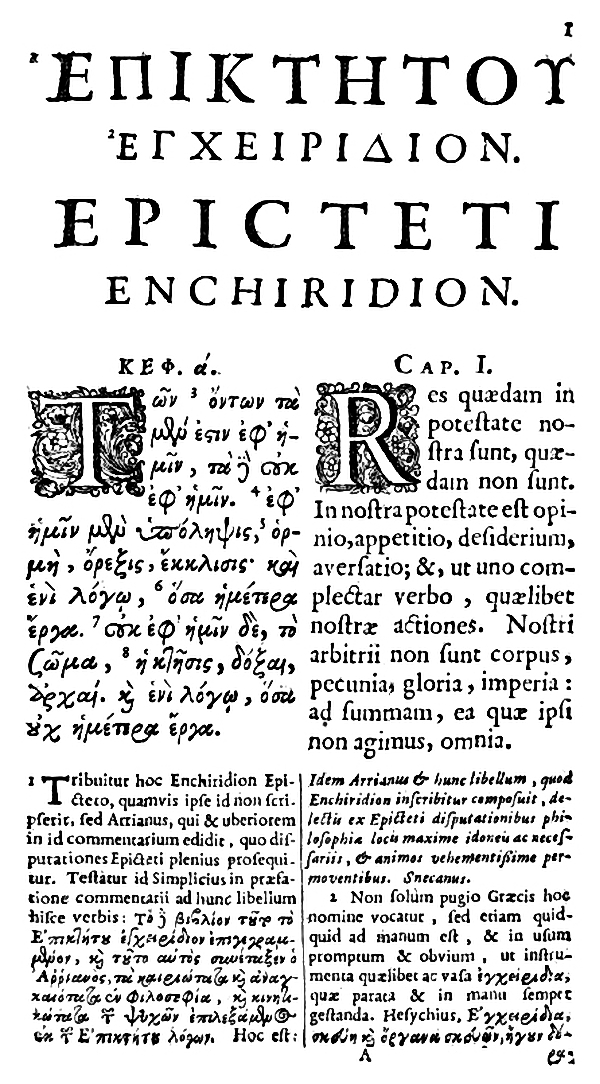
Début du Manuel, édition gréco-latine commentée par Abraham Berkel, 1683.

Épictète s'inscrit dans la tradition stoïcienne et ses développements les plus récents à l'époque impériale. Son enseignement connu ne porte pas trace d'une étude de la physique et met l'étude de la logique, traditionnelle dans l'école, au second plan. L'éthique est divisée en éthique théorique et éthique pratique, la première étant subordonnée à la seconde.
Son enseignement se décompose en trois temps : l'apprentissage des règles de vie, correspondant à l'éthique pratique, est la première étape et la plus nécessaire. La justification de ces pratiques, qui est l'éthique théorique, vient en deuxième et n'est que complémentaire et explicative. Le soubassement dialectique qui soutient la véracité des principes théoriques vient en dernier, et constitue la logique.
À l'instar d'autres représentants tardifs du stoïcisme, Épictète se réfère largement à la tradition cynique. Il cite à de nombreuses reprises le nom, les vertus et l'exemple de Diogène de Sinope. À travers ce retour, il cherche à se rattacher à Socrate qu'il met sur le même plan que Diogène et cite également en exemple. Épictète établit entre eux un lien par leur commun mépris de la mort, leur exigence de liberté, et leur indifférence aux biens extérieurs.
La question principale à laquelle tente de répondre la philosophie d’Épictète est de savoir comment il faut vivre sa vie. Face à cette première interrogation, tous les autres grands questionnements de la philosophie ont peu d’importance à ses yeux. À cette fin, Épictète se pose tout d’abord la question de l’existence, ou non, d’une « nature des choses » qui est invariable, inviolable et valable pour tous les hommes sans exception. Sa réponse est claire : la « nature des choses » existe et il la formule, au début de son Manuel, en disant que, de toutes les choses du monde, certaines sont en notre pouvoir exclusif tandis que d’autres ne le sont pas. Nos opinions, nos mouvements, nos désirs, nos inclinations, nos aversions — en un mot, toutes nos actions — appartiennent à la première classe des choses et il les appelle « prohairétiques ». Le corps, les biens, la réputation, les dignités — en un mot, toutes les choses qui ne dépendent pas de nous — appartiennent à la deuxième classe des choses et il les appelle « aprohairétiques ». Qu’est-ce donc la prohairesis ?

### Prohairesis
Chez les auteurs classiques (Isocrate, Eschine), la prohairesis signifie le choix d'une profession. C'est le même acte par lequel l'individu choisit consciemment tel ou tel genre de vie, aussi bien que tel ou tel métier : « Dis-toi d'abord qui tu veux être, puis fais en conséquence ce que tu dois faire ». Épictète nous montre que la prohairesis est la faculté qui nous fait différents de tous les autres êtres vivants. Elle est la faculté qui nous permet de désirer ou d’avoir de l’aversion, de ressentir un besoin impulsif ou de la répulsion, de dire oui ou non, selon nos jugements. Les choses prohairétiques sont libres par leur nature justement parce que la liberté de notre prohairesis est absolue : elle ne peut être restreinte ni par la douleur, ni par la mort, ni par quoi que ce soit qui lui est extérieur. Si notre prohairesis fait que nous nous accommodons d’un fait quelconque, c’est qu’elle a ainsi décidé.
Ainsi, bien que nous ne soyons pas responsables des représentations qui naissent librement dans notre conscience, nous sommes absolument et sans aucun doute responsables de la manière dont nous faisons usage de celles-ci. D’après Épictète il est primordial de garder à l’esprit qu’en dehors de notre prohairesis il n’existe ni bien ni mal, et qu’il est vain de tenter de modifier la nature des choses. Quel est donc le critère qui nous permet de respecter dans n’importe quelle situation la nature des choses ? Épictète nous explique que ce critère est un jugement qu’il faut apprendre par la philosophie et il appelle ce jugement dihairesis. Face à tout ce qui est aprohairétique (événements, objets, individus, etc.) quelle est alors l’attitude qu’il faut avoir ? Il faut avoir l’attitude du bon joueur d’échecs, c’est-à-dire le courage de jouer et de vaincre.

### Dihairesis
Et si on perd la partie ? Perdre aussi fait partie de la nature des choses. Si on perd la partie, la dihairesis qui nous guide nous empêche de faire quelconque réclamation pour ce qui advient et qui ne dépend pas de nous. En effet, il faut accepter ce que les événements et le destin nous apportent, tant que ceci n’est pas de notre ressort. L’Homme est partie intégrante d’un système qui le dépasse. Plutôt que de s’opposer vainement au sort qui lui est réservé, il l’accepte et dit merci pour l’occasion qu’il a eu de jouer, car il comprend le divin qui est en lui et fait raisonner sa vie au diapason de ses jugements guidés par la dihairesis : « Ce que tu as à faire ? Te présenter avec les dépositions convenables pour régler cette affaire comme il t'incombe. Si après cela, le juge te déclare coupable, réponds : « Très bien ! J'ai fait mon devoir, quant à toi, tu verras si tu as fait le tien. » Car, ne l'oublie pas, lui aussi court un risque ». Cela signifie que, pourvu qu’on ait sauvegardé la liberté de notre prohairesis et respecté les règles du jeu, même si on a perdu le match d’un jour, le vrai match a toujours été gagné.
Pour le stoïcien rien ne sert de vénérer la nature, les dieux ou d’autres maîtres. Seuls des principes rationnels doivent permettre de comprendre — ou simplement accepter — le mouvement du monde et des hommes. C’est par une analyse rationnelle qu’il détermine ce qui ne dépend pas de lui, et c’est grâce à cette même raison qu’il définit ses jugements sur le monde.

## Psychologie d’Épictète

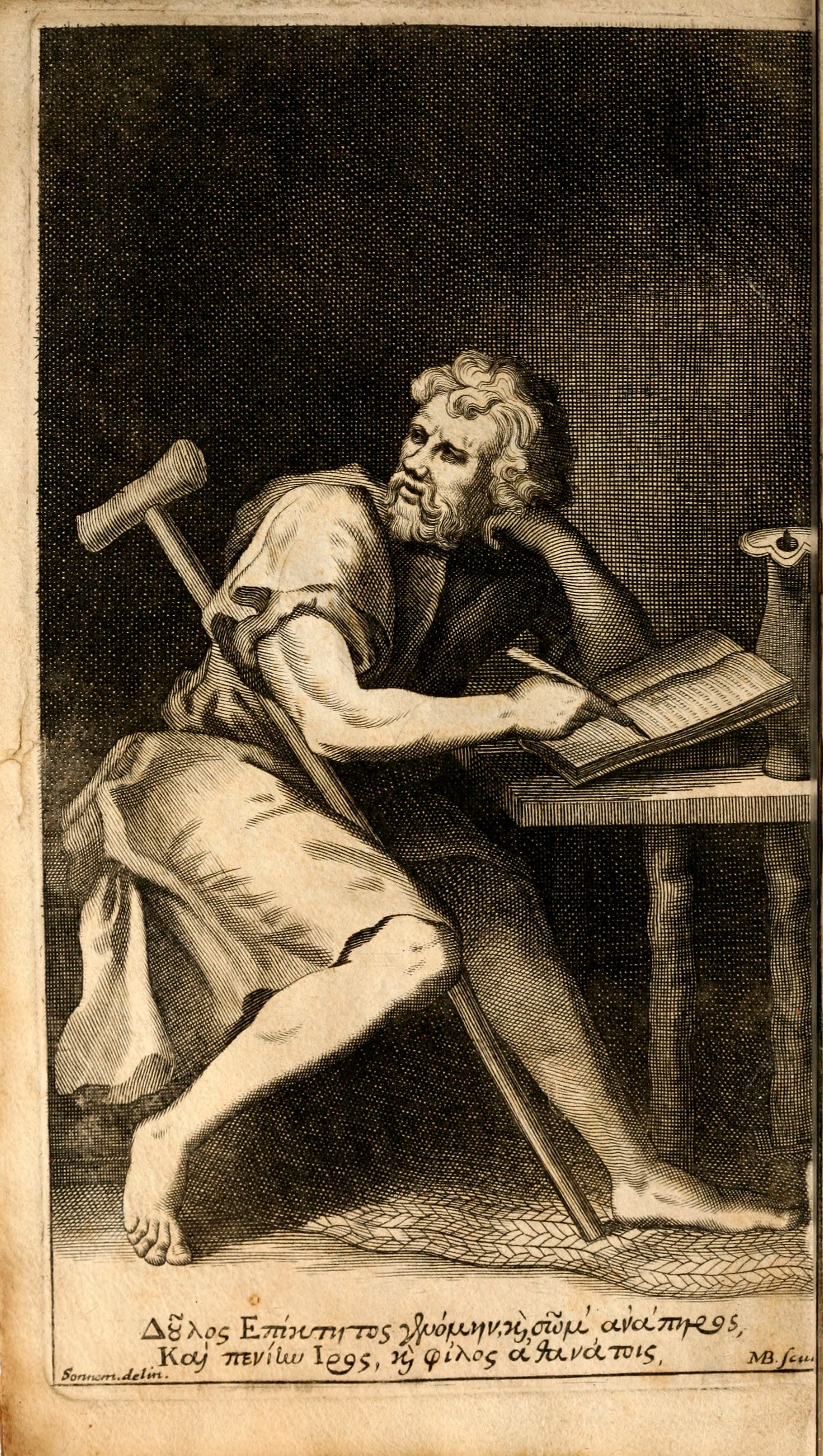
Portrait imaginaire d'Épictète, XVIIIe siècle

On trouve au cœur de la psychologie d'Épictète les notions de représentation et de jugement. Son Manuel contient cette fameuse maxime : « Ce qui trouble les hommes, ce ne sont pas les choses, mais les opinions qu'ils en ont. Par exemple, la mort n'est point un mal, car, si elle en était un, elle aurait paru telle à Socrate ; mais l'opinion qu'on a que la mort est un mal, voilà le mal. Lors donc que nous sommes contrariés, troublés ou tristes, n'en accusons point d'autres que nous-mêmes, c'est-à-dire nos opinions ».
Il y a trois disciplines auxquelles doit s'être exercé l'homme qui veut acquérir la perfection :
- celle qui concerne les désirs et les aversions, afin de ne pas se voir frustré dans ses désirs et de ne pas rencontrer ce qu'on cherche à éviter,
- celle qui concerne les tendances positives et les tendances négatives et, d'une façon générale, ce qui a trait au devoir, afin d'agir d'une façon ordonnée, réfléchie, sans négligence,
- la troisième est celle qui concerne la fuite de l'erreur, la prudence du jugement, en un mot, ce qui se rapporte aux assentiments.

Pour Épictète, la principale et la plus urgente est la première, la discipline du désir, qui concerne les passions, car ce sont elles qui amènent les troubles, les agitations, les infortunes, les calamités, les chagrins, les lamentations, la malignité. Les passions rendent envieux, jaloux et empêchent même de prêter l'oreille à la raison. Cette discipline du désir permet de ne s'occuper que de ce qui dépend de nous et d'accueillir avec joie tout ce qui est donné en partage par la nature universelle. Elle permet de développer la tempérance et l'ataraxie ou absence de trouble et d'agitation.
La deuxième discipline concerne le devoir et a pour but d'agir au service de la communauté humaine. C'est la discipline de l'action, ne pas se laisser entraîner par une volonté désordonnée, mais agir conformément à l'instinct profond de communauté humaine et de justice. C'est développer la vertu de justice ou l'amour des hommes.
La troisième discipline a pour objet d'assurer la fermeté d'esprit vis-à-vis du réel. C'est la discipline des représentations ou de l'assentiment qui permet de ne pas donner son assentiment ni à ce qui est faux, ni à ce qui est obscur. Aimer la vérité, ne pas se précipiter dans ses jugements.
Ces trois disciplines ou règles se réfèrent aux trois rapports fondamentaux qui définissent la situation de l'homme : le premier, le rapport avec le cosmos, en lien avec la physique ; le second : le rapport de l'Homme avec les autres hommes, est en lien avec l'éthique ; le troisième est le rapport de l'homme avec lui-même, dans la mesure où la partie essentielle de l'homme se situe dans sa faculté de penser et de juger, en lien avec la Logique.
Épictète recommande de commencer par le thème qui se rapporte aux désirs, qui est le plus nécessaire, parce qu'il nous purifie de nos passions, puis de continuer par la discipline se rapportant aux actions, pour terminer par la discipline de l'assentiment, réservée à ceux qui sont déjà en progrès, car plus exigeante.
Le paradigme psychologique contemporain des thérapies cognitives est fondé, dans une mesure significative, sur une série de conceptions psychologiques développées par Épictète. La thérapie cognitive, telle qu’initiée par A. Ellis et A. Beck, se base sur cette même idée : les conduites dysfonctionnelles des individus, les pathologies et problématiques psychologiques sont le fruit de processus représentationnels inadaptés, qui donnent à percevoir le monde de façon contre-productive.

## Postérité

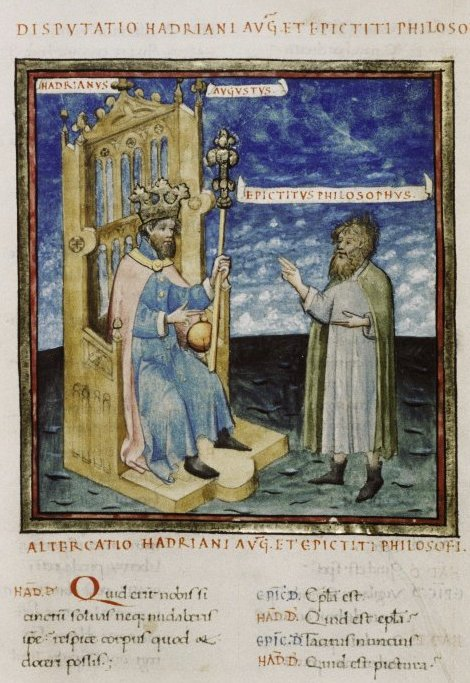
Dialogue entre Épictète et Hadrien, miniature du XVe siècle

Marc Aurèle le cite ou l'évoque à plusieurs reprises. Selon Pierre Hadot, les Pensées pour moi-même de Marc Aurèle seraient même les exercices pratiqués par Marc Aurèle en application des règles édictées par Épictète. Son exemple est également mis en exergue par Origène (IIIe siècle) comme modèle de martyr païen (épisode de la jambe cassée). Le philosophe néoplatonicien Simplicius (VIe siècle) est l'auteur d'un commentaire sur le Manuel d'Épictète. Dans l'enseignement néoplatonicien, le Manuel sert à acquérir certaines dispositions morales et à purifier l'âme avant d'exercer la philosophie proprement dite. Épictète est cependant à peu près oublié durant le Moyen Âge même si des écrits apocryphes circulent parfois, comme le Dialogue d'Hadrien et d'Épictète, composé de 73 questions de l'empereur Hadrien répondues par Épictète. Cet ouvrage datant du IIe siècle ou IIIe siècle, jouit d'une grande notoriété dès le VIIIe siècle. L'ouvrage d'Arrien n'est traduit en latin qu'à partir de 1453 et la première édition en grec paraît en 1535. Une première traduction française paraît en 1567 à Poitiers sous la plume d'André de Rivaudeau.
La pensée politique d'Alain est très marquée par la lecture d'Épictète, comme le souligne ce qu'il écrit : « Les Entretiens d'Épictète et les Pensées de Marc Aurèle sont deux livres que l'on ne voit pas souvent aux vitrines […] Livres des temps nouveaux, jeunes aujourd'hui et dans tous les siècles, ils furent et seront toujours les bréviaires des esprits indociles. Livres révolutionnaires, dans le sens le plus profond. Jamais la résistance d'esprit ne fut plus dépouillée de moyens étrangers ; et, par une conséquence immédiate, jamais César ne fut mis plus à nu… Avant d'apprendre à dire non, il faut apprendre à penser non. Si donc, vous apercevez parmi les livres nouveaux ce rare Épictète à couverture bleue, faites comme j'ai fait hier : rachetez l'esclave. »

## Œuvres
Épictète n'a laissé aucune œuvre écrite de sa main. Les ouvrages qui nous sont parvenus sont des recueils de notes prises par son disciple Arrien.
- Manuel d'Épictète ;
  - Épictète (trad. Marcel Caster), Manuel, Paris, Payot et Rivages, coll. « Petite bibliothèque », 1994 (ISBN 9782869308114) ;
  - Épictète (trad. Jean-François Balaudé), Manuel d'Épictète, Paris, Le Livre de Poche, coll. « Les Classiques de la Philosophie », 2000 (ISBN 9782253067429) ;
  - Épictète (trad. Emmanuel Cattin), Manuel d'Épictète, Paris, Flammarion, coll. « GF Philosophie », 2015 (ISBN 9782081366633).

- Entretiens d'Épictète ;
  - Épictète (trad. Joseph Souilhé), Entretiens : Livres I à IV, Paris, Les Belles Lettres, coll. « Collection des Universités de France », 1943-1991 (ISBN 9782251001081). Réédition, avec le Manuel : Epictète (trad. Joseph Souilhé), Entretiens. Manuel, Paris, Les Belles Lettres, 2019, XXIV + 488 p.  (ISBN 9782251449500) ;
  - Épictète (trad. Robert Muller), Entretiens. Fragments et sentences, Paris, Vrin, coll. « Bibliothèque des Textes Philosophiques », 2015 (ISBN 9782711626168).

### Articles
- René Cadiou, « Épictète et Galien », Bulletin de l’Association Guillaume Budé, no 13,‎ décembre 1954, p. 94-101 (lire en ligne, consulté le 7 avril 2020).
- Jeanne Le Hir, « Les fondements psychologiques et religieux de la morale d’Épictète », Bulletin de l’Association Guillaume Budé, no 13,‎ 1954, p. 73-93 (lire en ligne, consulté le 7 avril 2020).
- Joseph Souilhé, « Sur un passage d’Épictète (Entretiens, II, 16, 44) », Revue des études grecques, t. 52, no 248,‎ 1939, p. 584-588 (lire en ligne, consulté le 7 avril 2020).
- Alphonse Dain, « Épictète. Chronique bibliographique », Bulletin de l’Association Guillaume Budé, no 1,‎ 1951, p. 78-81 (lire en ligne, consulté le 7 avril 2020).
- Claire Muckenturm-Poulle, « La fonction des images dans les Entretiens d’Épictète (livre III) », Institut des Sciences et Techniques de l’Antiquité, Besançon, t. Des formes et des mots chez les Anciens, no 1120,‎ 2008, p. 325-336 (lire en ligne, consulté le 7 avril 2020).
- Claire Muckenturm-Poulle, « Les références homériques dans les Entretiens d’Épictète », Troïka, Parcours antiques (Institut des Sciences et Techniques de l’Antiquité), vol. 1225,‎ 2012, p. 99-114 (lire en ligne, consulté le 7 avril 2020).
- Pierre Hadot, « Exercices spirituels », Annuaire de l’École Pratique des Hautes Études, t. 84,‎ 1975-1976, p. 25-70 (lire en ligne, consulté le 7 avril 2020).

### Études
- Épictète (trad. Joseph Souilhé), Entretiens : Livre I, Paris, Les Belles Lettres, coll. « des Universités de France », 1975, 116 p., p. I à LXXXVI, Introduction
- Jean Brun, Les Stoïciens, Textes choisis, Presses Universitaires de France, 2003.
- Théodore Colardeau, Étude sur Épictète, thèse présentée à la Faculté des Lettres de Paris, Librairie Thorin & Fils, Albert Fontemoing éditeur, Librairie des Écoles Françaises d'Athènes et de Rome, du Collège de France et de l'École Normale Supérieure, 1903. Réédition : Fougères, Encre marine, 2004. Avant-propos, traduction nouvelle des textes grecs et latins cités par Jean-Baptiste Gourinat ; préface de Pierre Hadot.
- Pierre Dulau, Commentaire du Manuel d'Épictète, Paris, Gallimard, Folioplus philosophie, 2009.
- Jean-Joël Duhot, Épictète et la sagesse stoïcienne, Paris, Albin Michel, 2003.
- Epictetus, Les Caractères d'Epictete, avec l'explication du tableau de Cebes par l'abé de Bellegarde, Estienne Ganeau, 1604. Lire en ligne
- Jean-Baptiste Gourinat, Premières Leçons sur le Manuel d'Épictète, Paris, Presses universitaires de France, coll. « Major Bac », 1998, 121 p. (ISBN 978-2-13-048345-8).
- Ilsetraut Hadot et Pierre Hadot, Apprendre à philosopher dans l'Antiquité. L'enseignement du Manuel d'Épictète et son commentaire néoplatonicien, Le Livre de Poche 2004.
- Jean Lombard, La leçon de philosophie de Socrate à Épictète. Lecture des Entretiens, coll. Éducation et philosophie, L'Harmattan, 2017  (ISBN 9782343136714)
- Joseph Moreau, Épictète ou le secret de la liberté, Paris, Seghers, 1964.
- Robert Muller, Épictète, Entretiens. Fragments et sentences, Paris, Vrin, 2015, p. 9-36, Introduction.
- Simplicius, Commentaire sur le Manuel d'Épictète, Leyde, Brill, 1996.
- Paul Petit, Histoire générale de l’Empire romain, Éditions du Seuil, 1974, 799 p. (ISBN 2-02-002677-5), p. 120.
- Émile Chambry, Émeline Marquis, Alain Billault et Dominique Goust (trad. du grec ancien par Émile Chambry), Lucien de Samosate : Œuvres complètes, Paris, Éditions Robert Laffont, coll. « Bouquins », 2015, 1 248 (ISBN 978-2-221-10902-1).Notices d'autorité :   - VIAF
  - ISNI
  - BnF (données)
  - IdRef
  - LCCN
  - GND
  - Italie
  - Japon
  - CiNii
  - Espagne
  - Belgique
  - Pays-Bas
  - Pologne
  - Israël
  - NUKAT
  - Catalogne
  - Suède
  - Vatican
  - WorldCat

### Bases de données et dictionnaires
- Ressources relatives à la recherche :   - Internet Encyclopedia of Philosophy
  - Stanford Encyclopedia of Philosophy
- Ressources relatives aux beaux-arts :   - British Museum
  - Sandrart.net
- Ressources relatives à la musique :   - Discogs
  - MusicBrainz
- Ressource relative au spectacle :   - Les Archives du spectacle
- Ressource relative à plusieurs domaines :   - Radio France
- Notices dans des dictionnaires ou encyclopédies généralistes :   - Britannica
  - Brockhaus
  - Deutsche Biographie
  - Enciclopedia italiana
  - Enciclopedia De Agostini
  - Gran Enciclopèdia Catalana
  - Hrvatska Enciklopedija
  - Internetowa encyklopedia PWN
  - Nationalencyklopedin
  - Store norske leksikon
  - Treccani
  - Universalis
  - Visuotinė lietuvių enciklopedija
- Notices d'autorité :   - VIAF
  - ISNI
  - BnF (données)
  - IdRef
  - LCCN
  - GND
  - Italie
  - Japon
  - CiNii
  - Espagne
  - Belgique
  - Pays-Bas
  - Pologne
  - Israël
  - NUKAT
  - Catalogne
  - Suède
  - Vatican
  - WorldCat